# 威廉·巴恩斯
威廉·巴恩斯（英語：William Barnes，1876年3月5日—1925年12月16日），加拿大男子射击运动员。他曾代表加拿大参加1924年夏季奥林匹克运动会射击比赛，获得男子团体多向飞碟银牌。